# Motto (JUDY AND MARYの曲)
『mottö』（モットー）は、日本のロックバンド、JUDY AND MARYの20枚目のシングル。

## 解説
- 2000年11月22日にエピックレコーズよりリリースされた。
- 本作に収録された2曲は、ともにアルバム『WARP』に収録された。
- 本作はビデオシングル（DVDシングル）も発売された（後述）。
- 2009年、PUFFYによってカバーされた（アルバム『JUDY AND MARY 15th Anniversary Tribute Album』収録）。

## 収録曲
1. mottö (3:02)
（作詞:Tack and yukky　作曲・編曲:TAKUYA）
調：ト長調[2]
2. ガールフレンド (4:28)
（作詞:YUKI　作曲・編曲:TAKUYA）
日本テレビ系『The独占サンデー』イメージソング
3. mottö (backing track) (2:59)
（作曲・編曲:TAKUYA）

## 収録アルバム
- WARP (#1,2)
- The Great Escape -COMPLETE BEST- (#1)
- COMPLETE BEST ALBUM「FRESH」 (#1)

## 映像作品

### 解説
- PV1本を収録したビデオシングル。CDシングルとはジャケットが大きく異なり、mottöのoとöの題字がある位置にYUKIの両目を合わせている。前作に続きVHSとDVDで発売された。同名のCDシングルから2週間後に発売された。
- PV内ではCDシングル収録のテイクが使われず、撮影現場である松坂屋銀座店(現在は閉店)の屋上で実際に歌唱・演奏されている(ノーカットの一発撮り)。また、歌詞の一部を変えて歌唱している。

### 収録曲
1. mottö